# Christiane Borgelt
Christiane Borgelt (* 1944 in Darmstadt) ist eine deutsche Architektin, Stadtplanerin und Autorin.

## Beruf
Borgelt studierte Architektur an der Technischen Universität Berlin, legte in Hessen das 2. Staatsexamen im Fachgebiet Städtebau ab, war wissenschaftliche Assistentin an der Technischen Universität Berlin und bekam später verschiedene Lehraufträge an der gleichen Hochschule sowie an der Universität der Künste Berlin.
Seit 1980 arbeitet sie freiberuflich als Mitinhaberin eines Architektur- und Stadtplanungsbüros. Ihre inhaltlichen Schwerpunkte sind Stadterneuerung, Denkmalpflege, Soziale Stadt, Kunst am Bau sowie die Vermittlung von Architektur in zahlreichen Veröffentlichungen.

## Schriften (Auswahl)
- Potsdam. Der Weg zur neuen Mitte. Nicolai, Berlin 2012.
- Welterbe Hufeisensiedlung Berlin-Britz. Stadtwandel, Berlin 2011.
- Stolz, schön und schlicht. Das Rathaus Reinickendorf und seine Baugeschichte. In: 100 Jahre Rathaus Reinickendorf, Festschrift zum hundertjährigen Bestehen. Berlin 2011, ISBN 978-3-00-034367-4.
- Weiberwirtschaft Berlin. Gründerinnenzentrum im ökologisch sanierten Gewerbehof. Stadtwandel, Berlin 2010.
- Die Architektur des Kreisels. In: Über Steglitz. Der Kreisel. Eine Hochhausgeschichte. Hg: Bezirksamt Steglitz-Zehlendorf zu Berlin, 1998 und 2012.
- (mit Antonia Aravena): 40 Jahre Klubhaus Falkenhagener Feld – Geschichte, Skandale und Bedeutung. Berlin 2010, ISBN 978-3-00-029938-4.
- (mit Regina Jost): Mauerübergänge Berlin. Transit – Grenzverkehr – Flucht. Stadtwandel, Berlin 2010.
- (mit Regina Jost): Mut zur Selbstverwaltung. Vom Abrisshaus zur genossenschaftlichen Wohnanlage. Mietergenossenschaft Unionplatz Tiergarten eG, Berlin 2007, ISBN 978-3-00-024035-5.
- (mit Regina Jost): Konstruktion und Kreativität – Die Ingenieure der GSE. Jovis, Berlin 2005.
- (mit Regina Jost): Von der Bedarfsdeckung zur Baukultur. Das Hochbauamt Neukölln und seine Leiter nach 1945. In: Bezirksamt Neukölln von Berlin, Abteilung Bauwesen (Hrsg.): 100 Jahre Bauen für Neukölln. Eine kommunale Baugeschichte. Berlin 2005, ISBN 3-00-015848-0.